# 烤冷面

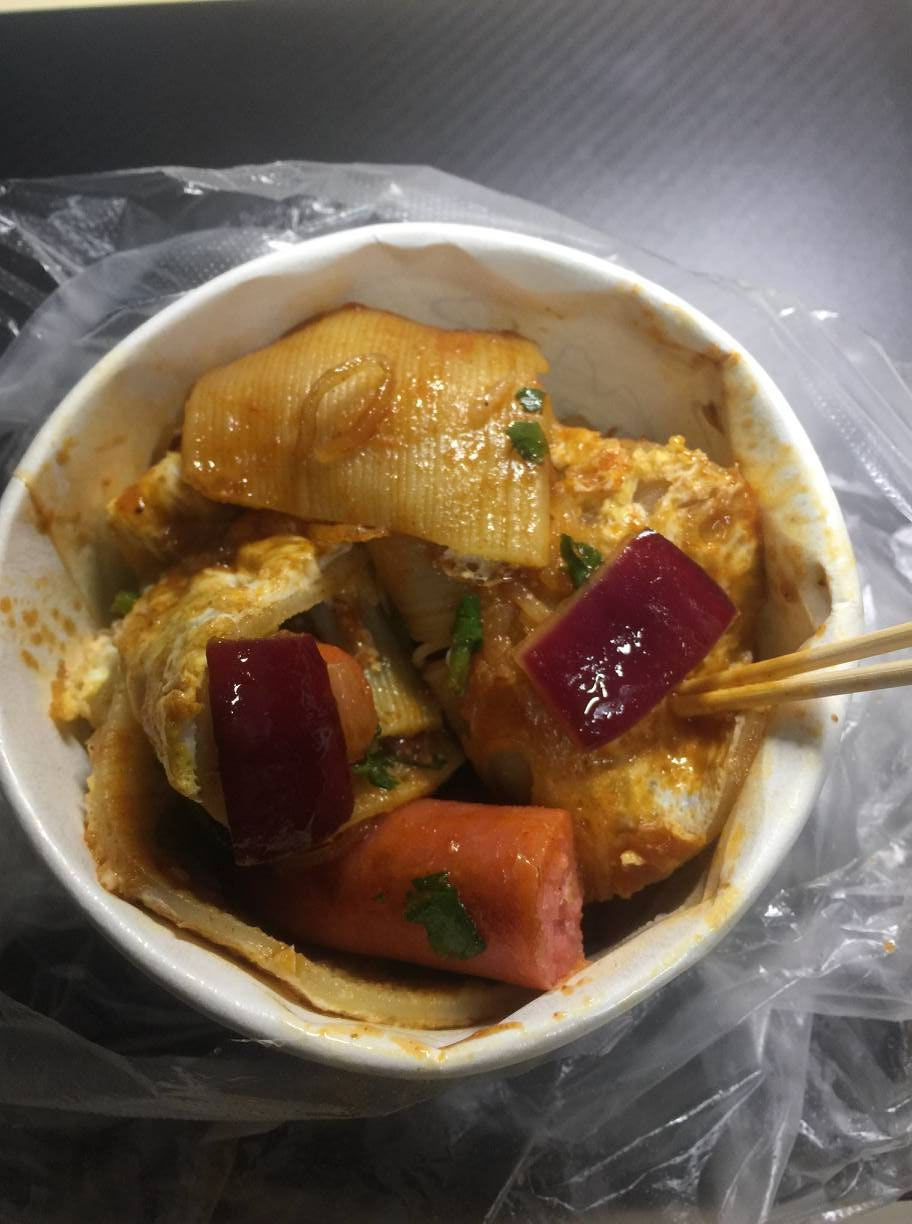
一份加入了洋葱、鸡蛋和香肠的烤冷面。

烤冷面是一种发源自中国黑龙江省的街头小吃。

## 起源
据中共黑龙江省密山市委宣传部的官方微信公众号“密山发布”称，烤冷面于1996年前后发源于密山市第二中学附近，由一位名叫盖国峰的个体商贩无意中发明。对此有人提出异议，认为烤冷面源自牡丹江市，但也有牡丹江经营烤冷面的摊贩称其烤冷面技术源自密山。

## 制作方法

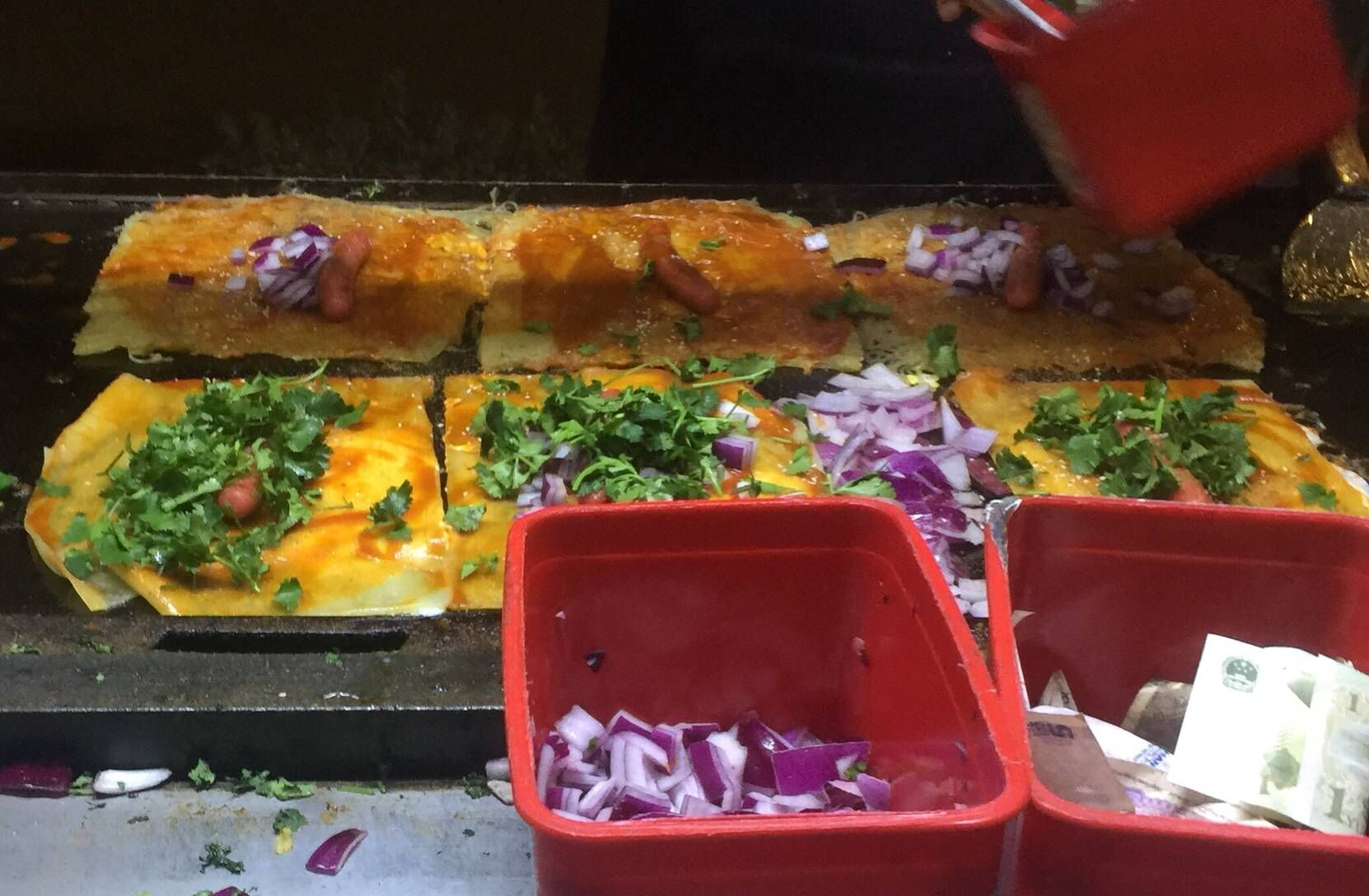
正在铁板上制作的烤冷面，加入了香菜、洋葱、鸡蛋和香肠。

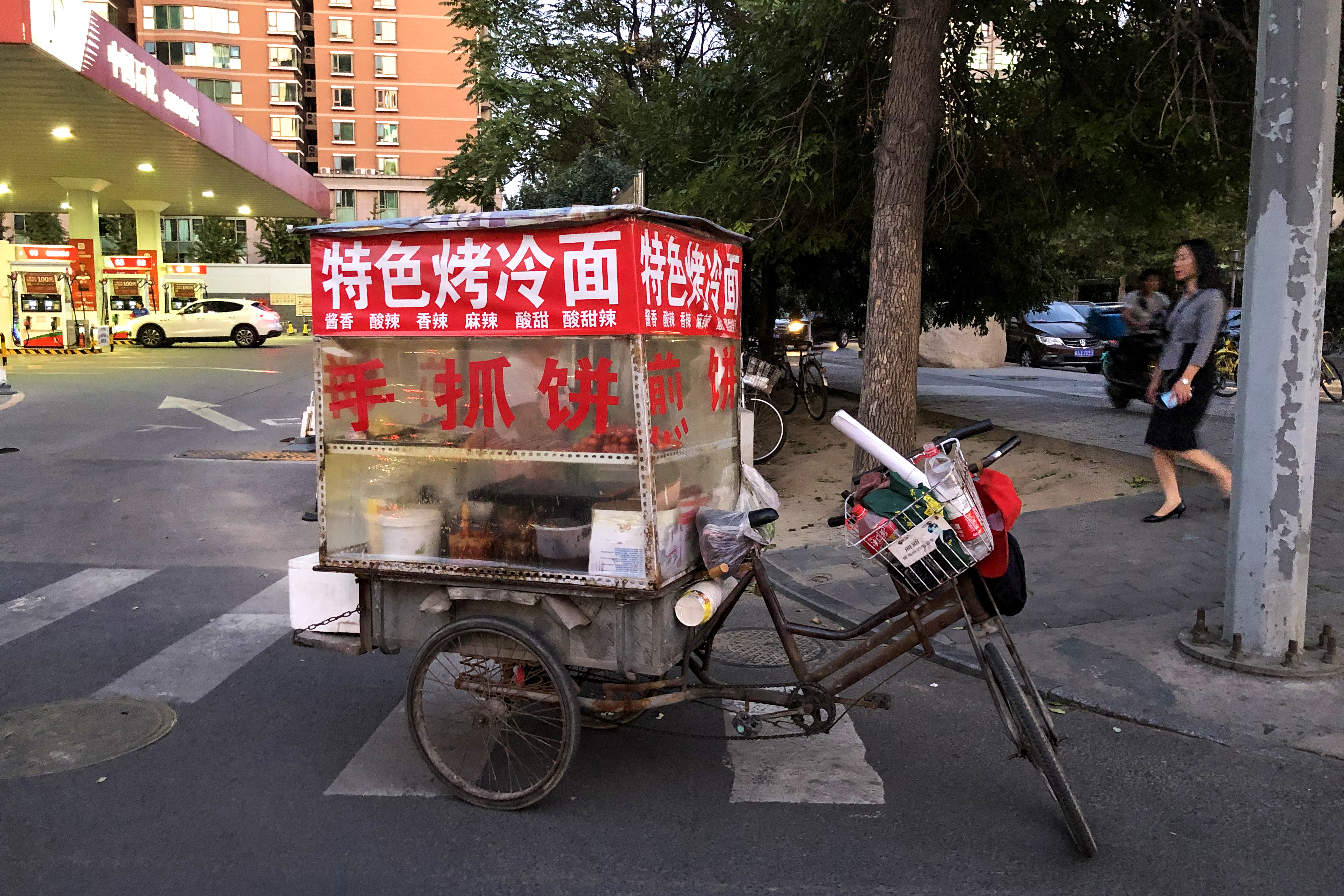
售卖烤冷面的三轮车

早期所用冷面为普通朝鲜冷面干面条，现在烤冷面使用的干冷面皮相较普通干冷面而言更软、更细，也更易于烤製。密山当地的烤冷面制作较为简单，将干冷面皮放在炭火烤炉上，加入各种调料烤制即可。烤冷面传入外地后，制作方法也有所变化，制作工具由原先的炭炉改为铁板，制作时还会加入鸡蛋（通常为现做现打的整只鸡蛋，也有预先制好的蛋液）、香肠、洋葱等食材。各地的烤冷面摊贩通常以“东北烤冷面”、“黑龙江烤冷面”甚至“哈尔滨烤冷面”、“朝鲜/韩国烤冷面”作为招牌（尽管以烧烤方式加工冷面的方法并非源自朝鲜半岛或哈尔滨）。在大连，当地商家还发明了用烤冷面面皮包裹臭豆腐油炸的制作方法。